# ムダニヤ休戦協定
ムダニヤ休戦協定（ムダニヤきゅうせんきょうてい、英: Armistice of Mudanya、土: Mudanya Mütarekesi）は、1922年10月11日にオスマン帝国のブルサ県ムダニヤにおいて、トルコのアンカラ政府とイタリア王国、フランス、イギリスとの間に締結された休戦協定である。ギリシャ王国は1922年10月14日に休戦協定に加わった。

## 背景
ムドロス休戦協定の下で、この戦域における第一次世界大戦が終結し、連合国軍はダーダネルス海峡とボスポラス海峡の要塞を占領し、その後、コンスタンティノープルも占領した。また、連合国はオスマン帝国の分割を決定したが、トルコ大国民議会を結成したトルコのナショナリストに抵抗された。アナトリアの占領軍に勝利して、トルコ軍は海峡の中立地帯に進軍した。
1922年9月5日、ムスタファ・ケマル・アタテュルクは東トラキアに対するトルコの権利を主張した。9月15日、イギリス内閣はイギリス軍がその立場を守るべきとして、最後通牒を発した。9月19日、イギリスは、コンスタンティノープルとトラキアに対するトルコのナショナリストの主張を拒否したが、フランス、ユーゴスラビア、イギリスの自治領は戦争に反対した。フランスの首相レイモン・ポアンカレはトルコに対して中立地帯を尊重するように説得した。連合国は9月23日に講和会議の開催を要請し、ムスタファ・ケマル・アタテュルクも同意して、開催地としてムダニヤを推薦した。同時に、イギリス内閣は東トラキアをトルコに明け渡すことを決めた。
会談は10月3日に招集され、ムダニヤ休戦協定が10月11日に調印された。ギリシャも10月14日に協定に加わった。

## 協定の条項
合意された条項の下で
- ギリシャ軍は15日以内にマリツァ川とエディルネまで東トラキアから離れることになった。
- 社会的権力はギリシャ軍が撤退してから30日後にトルコになるとされた。
- 平和条約が締結されるまで、東トラキアに滞在するトルコの国家憲兵は8,000人までに制限することになっていた[3]。

最終的な解決は、1922年11月21日から1923年2月24日までと1923年4月23日から7月24日までのローザンヌ会議で図られ、ローザンヌ条約が締結された。

連合国軍は、平和条約の締結で撤退するまで、中立地帯を占領していた